# Zone géographique
Une zone géographique est une portion identifiée de la surface terrestre à laquelle on attribue du sens en lui associant des caractéristiques géographiques particulières, notamment pour la constituer en un espace distinct du reste de l'espace géographique ou région. L'identification d'une zone géographique est donc liée à une activité interprétative à partir de la science géographique à travers laquelle une zone géographique peut être définie sur des critères physiques (par exemple le climat, la géologie, la géophysique) ou humains (par exemple la pratique de la langue, le fait politique, l'économie, les faits culturels et  sociaux). Les critères retenus pour définir une zone géographique sous-tendent que ceux-ci lui assurent une certaine homogénéité et une identité qui légitiment sa délimitation. La clarté d'une définition de zone géographique peut être altérée si y sont mélangées différentes caractéristiques physiques ou humaines. La carte géographique est un outil privilégié pour représenter les zones géographiques.

## En géographie physique

Exemple de cartographie figurant les zones géographiques climatiques à l'échelle du globe.

En géographie physique les zones identifiées concernent des phénomènes naturels tel que le climat, la sismologie, les formations géophysiques.

### Régions continentales
Certaines régions continentales sont définies par la principale caractéristique continentale de leur identité, comme le bassin de l'Amazone ou le Sahara, qui occupent tous deux un pourcentage important de leur superficie continentale respective.
Dans une large mesure, les grandes régions continentales sont des constructions mentales créées par la recherche d'un moyen efficace de définir de vastes zones. Pour l'essentiel, les images du monde proviennent aussi bien d'études universitaires, de discours médiatiques, que de l'expérience personnelle d'une exploration globale. Elles relèvent de la connaissance collective de l'Homme sur sa propre planète et constituent des tentatives pour mieux comprendre son environnement.

### Géographie régionale
La géographie régionale est une branche de la géographie qui étudie les régions de toutes tailles à travers la Terre. Elle a un caractère descriptif prédominant. L'objectif principal est de comprendre ou de définir l'unicité ou le caractère d'une région particulière, qui se compose d'éléments naturels et humains. L'attention est également portée sur la régionalisation, qui couvre les techniques appropriées de délimitation de l'espace en régions.
La géographie régionale est également considérée comme une certaine approche des sciences géographiques (similaire à la révolution quantitative ou à la géographie radicale).

## En géographie humaine
La géographie humaine est une branche de la géographie qui se concentre sur l'étude des modèles et des processus qui façonnent l'interaction humaine avec divers environnements. Elle englobe les aspects humains, politiques, culturels, sociaux et économiques. Bien que la géographie humaine ne soit pas principalement axée sur le paysage physique de la Terre, il n'est guère possible de parler de géographie humaine sans faire référence au paysage physique sur lequel se déroulent les activités humaines, et la géographie de l'environnement (en) apparaît comme un lien entre les deux. Les régions de géographie humaine peuvent être divisées en plusieurs grandes catégories :
- Géographie culturelle
- Démographie
- Géographie du développement (en)
- Géographie économique
- Ethnographie
- Géopolitique
- Géographie de la santé (en)
- Géographie historique
- Géographie du langage (en)
- Géographie des médias et de la communication
- Géographie religieuse
- Géographie sociale
- Géographie du temps
- Géographie du tourisme
- Géographie des transports
- Géographie urbaine

### Géographie historique
Le domaine de la géographie historique comprend l'étude de l'histoire humaine en relation avec les lieux et les régions, où l'étude de la façon dont les lieux et les régions ont changé au fil du temps.
D. W. Meinig (en), géographie historique de l'Amérique, décrit de nombreuses régions historiques dans son livre The Shaping of America: A Geographical Perspective on 500 Years of History. Par exemple, en identifiant les « régions sources » européennes dans les premiers efforts de colonisation américains, il définit et décrit la « région protestante de l'Atlantique nord-ouest européen », qui comprend des sous-régions telles que la « communauté de la Manche occidentale », elle-même composée de sous-régions telles que le « pays de l'Ouest anglais » de Cornouailles, Devon, Somerset et Dorset.
En décrivant les régions historiques de l'Amérique, Meinig parle de la « Grande Pêche » au large de Terre-Neuve et de la Nouvelle-Angleterre, une région océanique qui comprend les Grands Bancs. Il rejette les régions traditionnellement utilisées pour décrire l'histoire américaine, comme la Nouvelle-France, les Indes occidentales, les Middle Colonies (en) et les colonies individuelles elles-mêmes (le Maryland par exemple). Il parle plutôt de « zones de colonisation discrètes », qui peuvent être nommées d'après des colonies mais qui adhèrent rarement à des frontières politiques strictes. Parmi les autres régions historiques de ce type, il parle de la « Grande Nouvelle-Angleterre » et de ses principales sous-régions : « Plymouth », « New Haven shores » (y compris des parties de Long Island), « Rhode Island » (ou « Narragansett Bay »), « Piscataqua », « Massachusetts Bay », « Connecticut Valley » et, dans une moindre mesure, des régions situées dans la sphère d'influence de la Grande Nouvelle-Angleterre, l'« Acadie » (Nouvelle-Écosse), « Newfoundland and The Fishery/The Banks » (Terre-Neuve et la Pêche/les Bancs).
D'autres exemples de régions historiques sont Iroquoia, la vallée de l'Ohio, le pays des Illinois, et la Terre de Rupert.
En Russie, les régions historiques comprennent la Sibérie et le Nord russe, ainsi que les monts Oural. Ces régions avaient une identité qui s'est développée dès le début de la période moderne et a conduit au séparatisme sibérien.

### Régions touristiques
Une région touristique est une région géographique désignée par une organisation gouvernementale ou un office du tourisme comme ayant des caractéristiques culturelles ou environnementales communes. Ces régions portent souvent le nom d'une région géographique, d'une ancienne région administrative ou d'une région administrative actuelle, ou encore un nom créé à des fins touristiques. Les noms évoquent souvent certaines qualités positives de la région et suggèrent aux visiteurs une expérience touristique cohérente. Les pays, les États, les provinces et les autres régions administratives sont souvent découpés en régions touristiques afin d'attirer plus facilement les visiteurs.
Parmi les régions touristiques les plus célèbres basées sur des régions administratives historiques ou actuelles, on peut citer la Toscane en Italie et le Yucatán au Mexique. Parmi les exemples célèbres de régions créées par un gouvernement ou un office de tourisme, on peut citer le Lake District au Royaume-Uni et le Wine Country en Californie.

### Répartition des ressources naturelles
Les ressources naturelles sont souvent présentes dans des régions distinctes. Les régions de ressources naturelles peuvent relever de la géographie physique ou de la géographie de l'environnement, mais elles comportent également un élément important de géographie humaine et de géographie économique. Une région houillère, par exemple, est une région physique ou géomorphologique, mais son développement et son exploitation peuvent en faire une région économique et culturelle. Parmi les exemples de régions de ressources naturelles, on peut citer le champ de Rumaila, le champ pétrolier situé le long de la frontière entre l'Irak et le Koweït et qui a joué un rôle dans la guerre du Golfe ; la région houillère de Pennsylvanie (en), qui est une région historique ainsi qu'une région culturelle, physique et de ressources naturelles ; les puits de charbon du sud du Pays de Galles (en), qui, comme la région houillère de Pennsylvanie, est une région historique, culturelle et naturelle ; le Kouzbass, une région houillère d'importance similaire en Russie ; le Kryvbas (en), la région économique et minière de l'Ukraine ; et le Projet de la Baie-James, une grande région du Québec où l'un des plus grands systèmes hydroélectriques du monde a été développé.

### Zones d'influence religieuse
Parfois, une région associée à une religion se voit attribuer un nom, comme « la Chrétienté », un terme aux connotations médiévales qui désigne le christianisme comme une sorte de corps social et politique. Le terme « monde musulman » est parfois utilisé pour désigner la région du monde où l'Islam est prédominant. Ces termes généraux sont quelque peu vagues lorsqu'ils sont utilisés pour décrire des régions.
Dans certaines religions, il existe des régions clairement définies. L'Église catholique, l'Église d'Angleterre, l'Église orthodoxe et d'autres, définissent des régions ecclésiastiques avec des noms tels que diocèse, éparchie, province ecclésiastique et paroisse.
Par exemple, les États-Unis sont divisés en 32 provinces ecclésiastiques. L'Église luthérienne – Synode du Missouri est organisée en 33 « districts » géographiques, subdivisés en « circuits » (le district de l'Atlantique (LCMS) (en) par exemple). L'Église de Jésus-Christ des saints des derniers jours utilise des régions similaires aux diocèses et aux paroisses, mais utilise des termes comme ward (en) et stake.

### Régions politiques
Dans le domaine de la géographie politique, les régions ont tendance à être basées sur des unités politiques telles que les États souverains, les unités infranationales telles que les régions administratives, les provinces, les États (aux États-Unis), les comtés, les townships, les territoires, etc. Cela comprend les unités formellement définies telles que l'Union européenne, l'Association des nations de l'Asie du Sud-Est et l'OTAN, ainsi que les régions non définies formellement telles que le Tiers monde, l'Europe de l'Ouest et le Moyen-Orient.

### Régions administratives

#### En Belgique

Vert : région flamande (Flandre);
Bleu-vert (dans la zone verte) : région de Bruxelles-Capitale ;
Bleu : Wallonie francophone ;
Jaune : Wallonie germanophone.

En Belgique, trois zones ont été définies sur le critère de la langue et sont devenues politiques : 
- la Région flamande au nord où l'on parle majoritairement et officiellement le flamand ;
- la Région de Bruxelles-Capitale plus ou moins centrale, en grande partie francophone et officiellement bilingue français-flamand ;
- la Région wallonne au sud où l'on parle majoritairement et officiellement le français ;

séparées par la frontière linguistique qui tient cependant compte de la coexistence réelle et officielle d'une troisième langue, l'allemand, plus minoritaire. 
Cette coexistence a généré la création de trois autres régions politiques qui se superposent aux deux premières : 
- la Communauté flamande, constituée par tous les habitants de la Région flamande et la minorité néerlandophone de la Région de Bruxelles-Capitale ;
- la Communauté française, aussi appelée Fédération Wallonie-Bruxelles, constituée par les habitants de la Région wallonne, à l'exception des communes germanophones, et les francophones de la Région de Bruxelles-Capitale ;
- la Communauté germanophone de Belgique, constituée par les habitants des 9 communes germanophones situées dans la Province de Liège le long de la frontière allemande.

### Régions traditionnelles ou informelles

Régions de Finlande

Les divisions territoriales traditionnelles de certains pays sont aussi communément appelées « régions ». Ces divisions informelles ne constituent pas la base des divisions administratives modernes de ces pays, mais elles définissent et délimitent l'identité régionale locale et le sentiment d'apparenance. En voici quelques exemples :
- Région d'Angleterre
- Régions de Finlande
- Régions du Japon
- Landsdel (Norvège)
- Régions historiques de Roumanie
- Régions des États-Unis

### Régions fonctionnelles
Les régions fonctionnelles sont généralement considérées comme des zones organisées par les relations fonctionnelles horizontales (flux, interactions) qui sont maximisées à l'intérieur d'une région et minimisées au-delà de ses frontières, de sorte que les principes de cohésion interne et de séparation externe concernant les interactions spatiales sont respectés,,). Une région fonctionnelle n'est pas un concept spatial abstrait, mais dans une certaine mesure, elle peut être considérée comme un reflet du comportement spatial des individus dans un espace géographique. La région fonctionnelle est conçue comme un concept général dont la structure interne, les flux spatiaux internes et les interactions ne doivent pas nécessairement présenter un modèle régulier, mais seulement un confinement. Le concept de confinement demeure la seule caractéristique déterminante d'une région fonctionnelle. Les régions nodales, les régions urbaines fonctionnelles, les systèmes urbains quotidiens, les bassins d'emploi locaux (LLMA) ou les zones de déplacement professionnel (TTWA) sont considérés comme des instances spéciales d'une région fonctionnelle générale qui doivent remplir certaines conditions spécifiques concernant, par exemple, le caractère de l'interaction région-organisation ou la présence de noyaux urbains).

### Zones militaires
Dans l'usage militaire, une région est une abréviation du nom d'une formation militaire plus grande qu'un Groupe d'armées et plus petite qu'un théâtre. Le nom complet de la formation militaire est région d'armée. La taille d'une région d'armée peut varier considérablement, mais elle se situe généralement entre 1 et 3 millions de soldats. Deux régions d'armée ou plus peuvent constituer un théâtre. Une région d'armée est généralement commandée par un général (quatre étoiles aux États-Unis), un maréchal ou un général d'armée (en) (cinq étoiles aux États-Unis), ou un généralissime (Union soviétique) ; et dans les forces armées américaines, un amiral (généralement quatre étoiles) peut également commander une région. En raison de la taille importante de cette formation, elle est rarement utilisée. Parmi les rares exemples de région d'armée, on trouve les fronts de l'Est, de l'Ouest et du Sud (principalement en Italie) en Europe pendant la Seconde Guerre mondiale. Le symbole d'unité de la carte militaire pour cet échelon de formation est identifié par six X.

### Géographie des médias
La géographie des médias est une compréhension spatio-temporelle, apportée par les différents outils médiatiques. De nos jours, les médias sont devenus inévitables dans des proportions différentes et tout le monde est censé les consommer avec une gravité différente. Les attributs spatiaux sont étudiés à l'aide des résultats des médias sous la forme d'images dont la nature et le modèle sont contestés et où la politique est inséparable. La géographie des médias donne une compréhension spatiale de l'image médiatisée.